# Danmarks Unge Katolikker
Danmarks Unge Katolikker (DUK) er den katolske kirkes officielle børne- og ungdomsorganisation for Bispedømmet København. Det betyder, at DUK er en landsorganisation i Danmark med lokalforeninger over hele landet og med aktiviteter lokalt i tilknytning til kirkerne og på landsplan. DUK blev stiftet i 1948 med det formål at samle unge til aktiviteter i sognene og på tværs af sognene.

## Formål
Det er DUKs formål aktivt at formidle Det glade Budskab på en sådan måde, at børnene og de unge gennem mødet med Den katolske kirke i et levende og inspirerende fællesskab:
- støttes på deres vej til en personlig og levende tro.
- ud fra troen motiveres til personlig stillingtagen og næstekærlighed.
- føler sig som en del af det kirkelige fællesskab.
- engagerer sig levende og ansvarsfuldt i de troendes fællesskab og det omgivende samfund.

## Arbejdsform
Børne- og ungdomsarbejdet kan antage forskellige former, men det er navnlig DUKs opgave:
- at gennemføre weekends og lejre for børn og unge med et indhold, der styrker og opbygger troen hos disse.
- at styrke og opmuntre lokalt ungdomsarbejde på sogne- og regionsplan.
- at tilbyde uddannelse til ledere i ungdomsarbejdet både lokalt og på landsplan.
- at udgive blade for børn og unge.

## Udgivelser
DUK udgiver bladet DukOp Arkiveret 25. januar 2013 hos  Wayback Machine, hvis målgruppe er børn i alderen 6-13 år. Derudover udgives ungdomsbladet Fønix Arkiveret 25. januar 2013 hos  Wayback Machine, hvis målgruppe er 14-30 årige. 